# Kudirkos Naumiestis

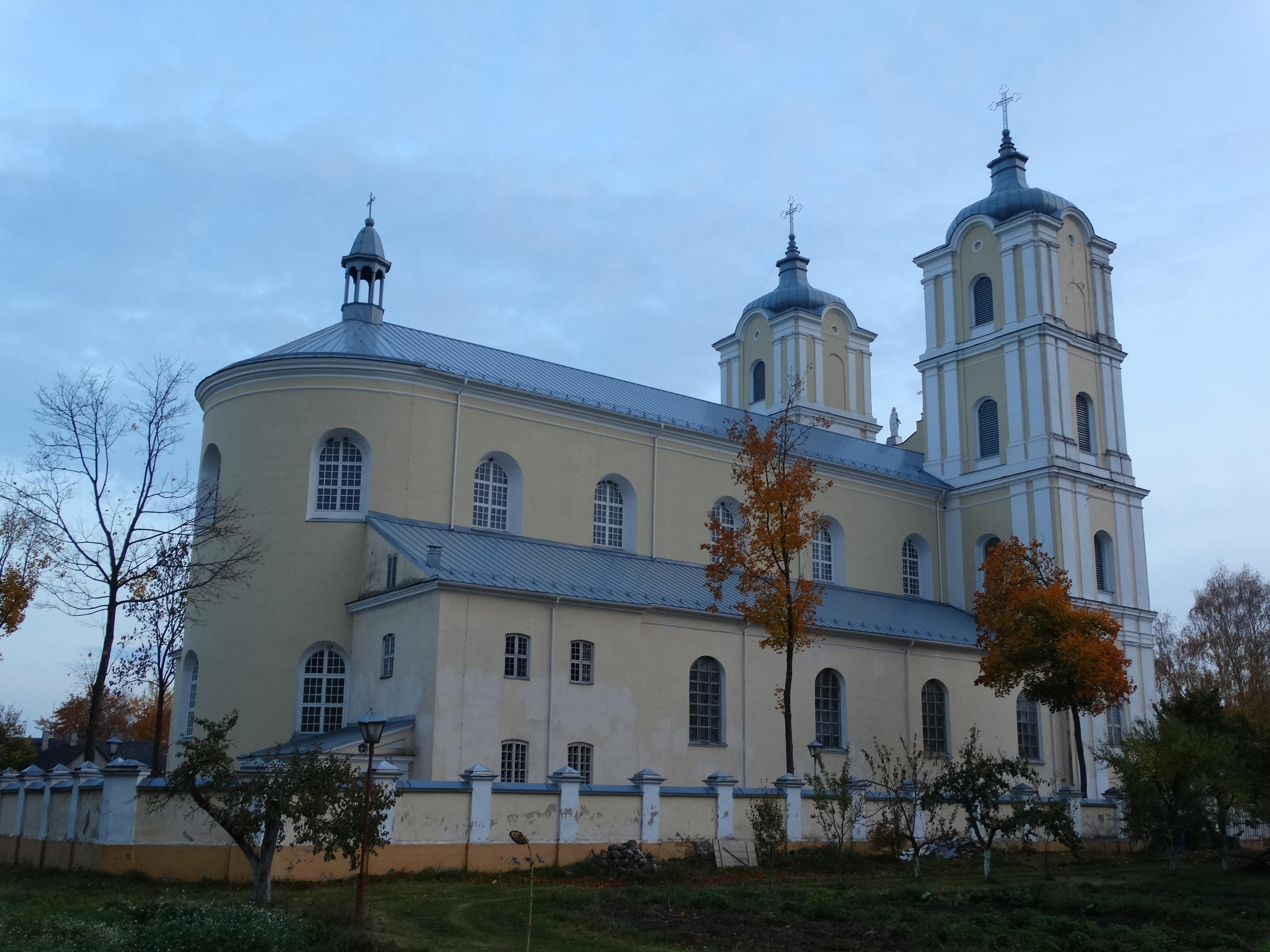

Kudirkos Naumiestis (ryska: Кудиркос-Науместис) är en ort i Litauen.   Den ligger i kommunen Šakiai och länet Marijampolė län, i den sydvästra delen av landet, 160 km väster om huvudstaden Vilnius. Kudirkos Naumiestis ligger 41 meter över havet och antalet invånare är 1 961.
Terrängen runt Kudirkos Naumiestis är mycket platt. Runt Kudirkos Naumiestis är det ganska glesbefolkat, med 43 invånare per kvadratkilometer. Närmaste större samhälle är Kybartai, 16,2 km söder om Kudirkos Naumiestis. Trakten runt Kudirkos Naumiestis består till största delen av jordbruksmark.